# Циннская монетная стопа

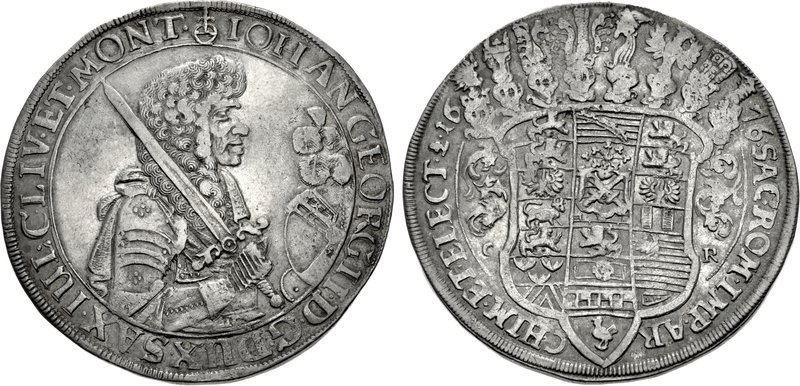
Саксонский специесталер 1676 года. Вес ~ 29 г

Циннская или циннаевская монетная стопа (нем. Zinnaer Münzvertrag) — монетная стопа, принятая в монастыре Цинна под Йютербогом конвенцией, заключённой между курфюршествами Бранденбург и Саксония в 1667 году. В следующем 1668 году к ней присоединился Брауншвейг-Люнебург. Таким образом под её действие подпали северо-восточные немецкие земли. Современные нумизматы видят в ней важный шаг по созданию единой системы денежного обращения в Германии.

## Предпосылки
В середине XVI столетия основной денежной единицей на территории Священной Римской империи стала крупная серебряная монета талер. Согласно аугсбургскому монетному уставу он должен был содержать 1⁄9 кёльнской марки (233,855 г) чистого серебра. Это соответствовало 29,23 г благородного металла 889 пробы, или 25,98 г чистого серебра. Устанавливая весовые характеристики для монет с большой покупательной способностью уставы не содержали норм для разменных денежных единиц. Это привело к тому, что в Западной Европе сложилась практика, предполагающая оборот неполноценной мелкой разменной монеты наряду с полновесной крупной.
Ситуация усугубилась вследствие Тридцатилетней войны (1618—1648), которая привела не только к многочисленным разрушениям и жертвам, но и к монетному кризису. Он заключался в том, что для покрытия военных расходов руководители немецких государств прибегали к массовой порче монеты. Доходило до того, что количество серебра в полноценном рейхсталере соответствовало 420 низкопробным грошенам (довоенная норма составляла 1 талер — 24 гроша).
На внутренний рынок северо-восточных германских земель попадали также монеты из южной Германии, Австрии и соседней Польши. Это приводило к ещё большей дезорганизации денежного обращения.

## Суть монетного договора
Согласно подписанному договору мелкие монеты, а также номиналы в 2⁄3, 1⁄3 и 1⁄6 талера следовало выпускать из расчёта, что из одной кёльнской марки чистого серебра чеканится 10½ талеров. Сами же талеры продолжали производить по старой имперской монетной стопе (9 талеров из одной кёльнской марки).
| Номинал          | Стоимость в грошах | Кёльнская марка металла | Кёльнская марка металла | Кёльнская марка чистого серебра | Кёльнская марка чистого серебра | Проба металла |
| Номинал          | Стоимость в грошах | количество              | г                       | количество                      | г                               | Проба металла |
| ---------------- | ------------------ | ----------------------- | ----------------------- | ------------------------------- | ------------------------------- | ------------- |
| Курантталер      | 24                 |                         |                         | 10½                             | 22,27                           |               |
| 2⁄3 курантталера | 16                 | 14                      | 16,7                    | 15,75                           | 14,85                           | 888,89        |
| 1⁄3 курантталера | 8                  | 24                      | 9,74                    | 31,5                            | 7,42                            | 760,42        |
| 1⁄6 курантталера | 4                  | 48                      | 4,87                    | 63                              | 3,71                            | 760,42        |
| Грош             | 1                  | 117,25                  | 1,99                    | 252                             | 0,93                            | 465,28        |
| Дрейер           | 1⁄4                | 260                     | 0,90                    | 1040                            | 0,22                            | 250           |
| Пфенниг          | 1⁄12               | 670                     | 0,35                    | 3270,5                          | 0,07                            | 204,86        |

## Последствия
Введение циннской монетной стопы явилось важным шагом к созданию единой в Германии системы денежного обращения. В северо-восточной части Священной Римской империи появилась область с единой монетной системой. Одновременно с этим в оборот вводили монеты с неэквивалентным содержанием благородного металла. Так, три монеты номиналом в 1⁄3 талера, отчеканенные по нормам циннской монетной стопы, содержали меньше серебра по сравнению с полновесным талером. Результатом стало появление понятий курантного и специесталера. В связи со снижением содержания серебра в гроше рейхсталер (специесталер) стал эквивалентен 28 новым (отчеканенным по циннской стопе) грошам в то время, как ранее он содержал 24 гроша. Привычный эквивалент 24 грошей стал счётной денежной единицей, называемой курантным талером..
Сама стопа продержалась недолго. В 1687 году, через 20 лет после подписания договора в монастыре Цинна, была принята лейпцигская монетная стопа. Она в свою очередь привела к ещё большей порче монеты и закрепила понятия счётного (курантного) и специесталера.